# Teucrium cossonii
Teucrium cossonii là một loài thực vật có hoa trong họ Hoa môi. Loài này được D.Wood miêu tả khoa học đầu tiên năm 1972.